# Kamjanets-Podilskyj

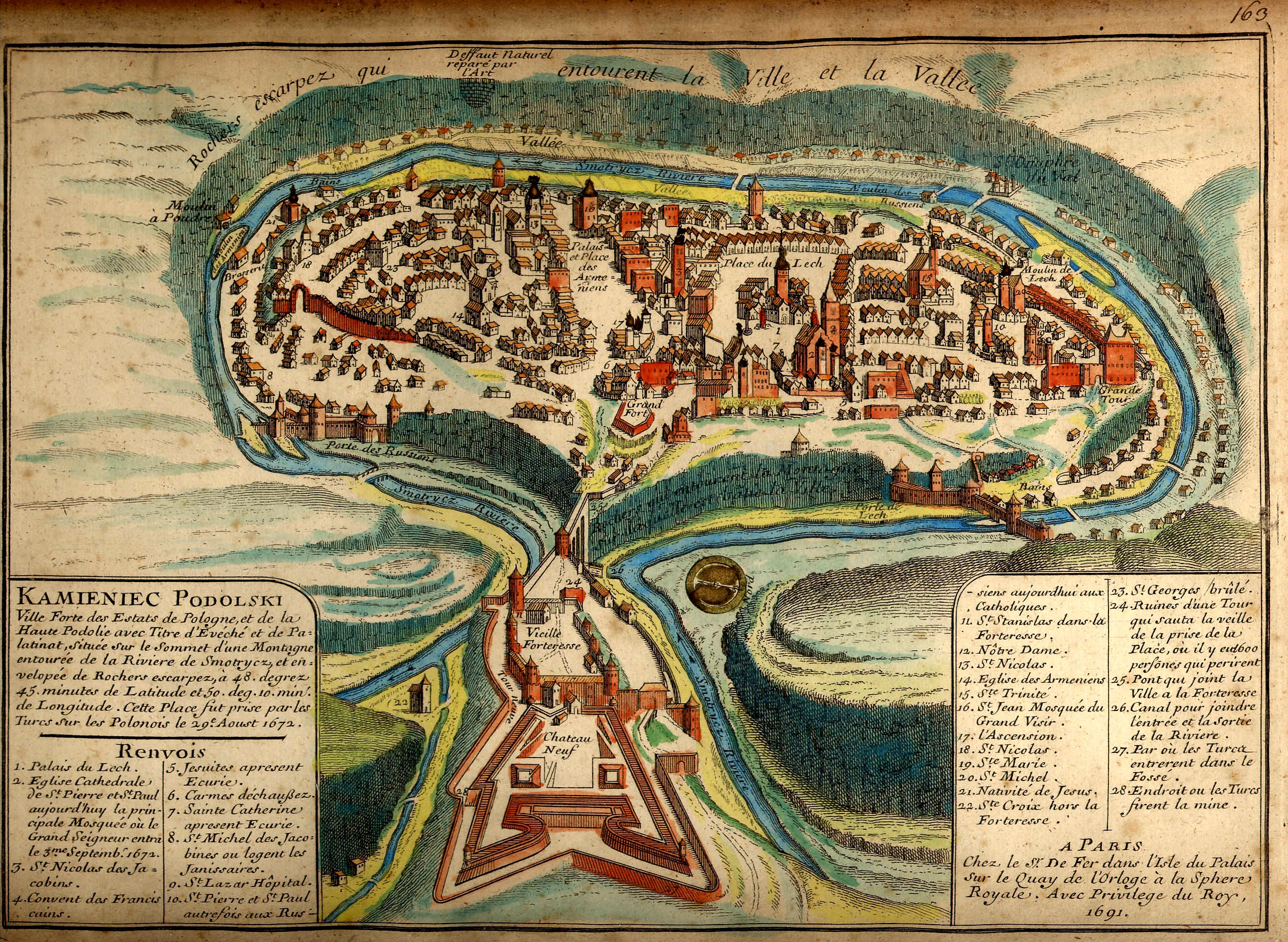
En fransk karta över Kamjanets-Podilskyj, 1691.

Kamjanets-Podilskyj (ukrainska: Кам'янець-Подільський uttal (fil)) är en stad i södra Ukraina, med cirka 100 000 invånare.

## Historia
Trakten har varit befolkad åtminstone sedan neolitikum. I Gamla stan har man upptäckt spår efter Tripoljekulturen (cirka 5400–2700 f.Kr.). Under de första århundradena e.Kr. bodde på det här territoriet stammar som tillhörde Tjernjahovkulturen. Romerska mynt från 100-200-talet, som man funnit här, vittnar om att lokalbefolkningen hade handelsförbindelser med Svarta havets södra kust och romerska provinser.
I slutet av det första årtusendet beboddes dagens Kamjanets-Podilskyjs territorium av slaviska stammar, ulitjer och tivertser. Resterna av slaviska boplatser som hittades i Kamjanets fästning och i Gamla stan ger anledning att tro att staden uppstod på 1100–1200-talet och genom sitt läge på vägen från Kiev till Balkan snart började spela en viktig roll för furstendömet Galizien-Volynien.
I mitten av 1200-talet erövrades Podolien av mongoler. År 1362 föll Kamjanets till storfurstendömet Litauen och blev snart Podoliens administrativa centrum. År 1434 slutade ett polsk-litauiskt krig med Polens seger. Under nya härskare blev Kamjanets en kunglig stad och fick en ointaglig fästning vid Smotritjs krök.
1672 övergick staden till Osmanska riket men genom freden i Karlowitz (1699) blev den polsk igen. Efter tredje delningen av Polen (1795) förenades Kamjanets-Podilskyj med Ryssland och blev huvudort i guvernementet Podolien. I slutet av 1800-talet hade staden 36 000 invånare. Efter oktoberrevolutionen blev Kamjanets för en kort tid huvudstad i Ukrainska folkrepubliken (1919). 

### Andra världskriget
I juni 1941 ockuperades staden av tyska trupper. Under två dagar, 27 och 28 augusti 1941, mördade SS här cirka 23 600 judar, varav 16 000 från Ungern. Massakern utfördes på order av bland andra Ungerns premiärminister László Bárdossy och utfördes av SS-män under befäl av SS-Obergruppenführer Friedrich Jeckeln.
Kamjanets-Podilskyj befriades av Röda armén i mars 1944. Under krigsoperationer utsattes staden för kraftigt bombardemang och förvandlades till ruiner. Efter kriget byggdes staden upp på nytt.

## Sevärdheter och museer
- Gamla fästningen (1500-talet)
- Kulturreservatet Gamla stan
- Sankt Nikolai kyrka (1300-talet)
- Rådhuset (1600–1700-talet)
- S:t Petrus och S:t Paulus domkyrka med en turkisk minaret (1600-talet)
- Krestovozdvizjenskaja-kyrkan (1600–1700-talet)
- Jungfru Marias kyrka (1617–1672)
- Dominikanklostret (1700-talet)
- Armeniska magasin (1600–1700-talet)
- Czartoryjskis palats (1500-talet)

## Foton

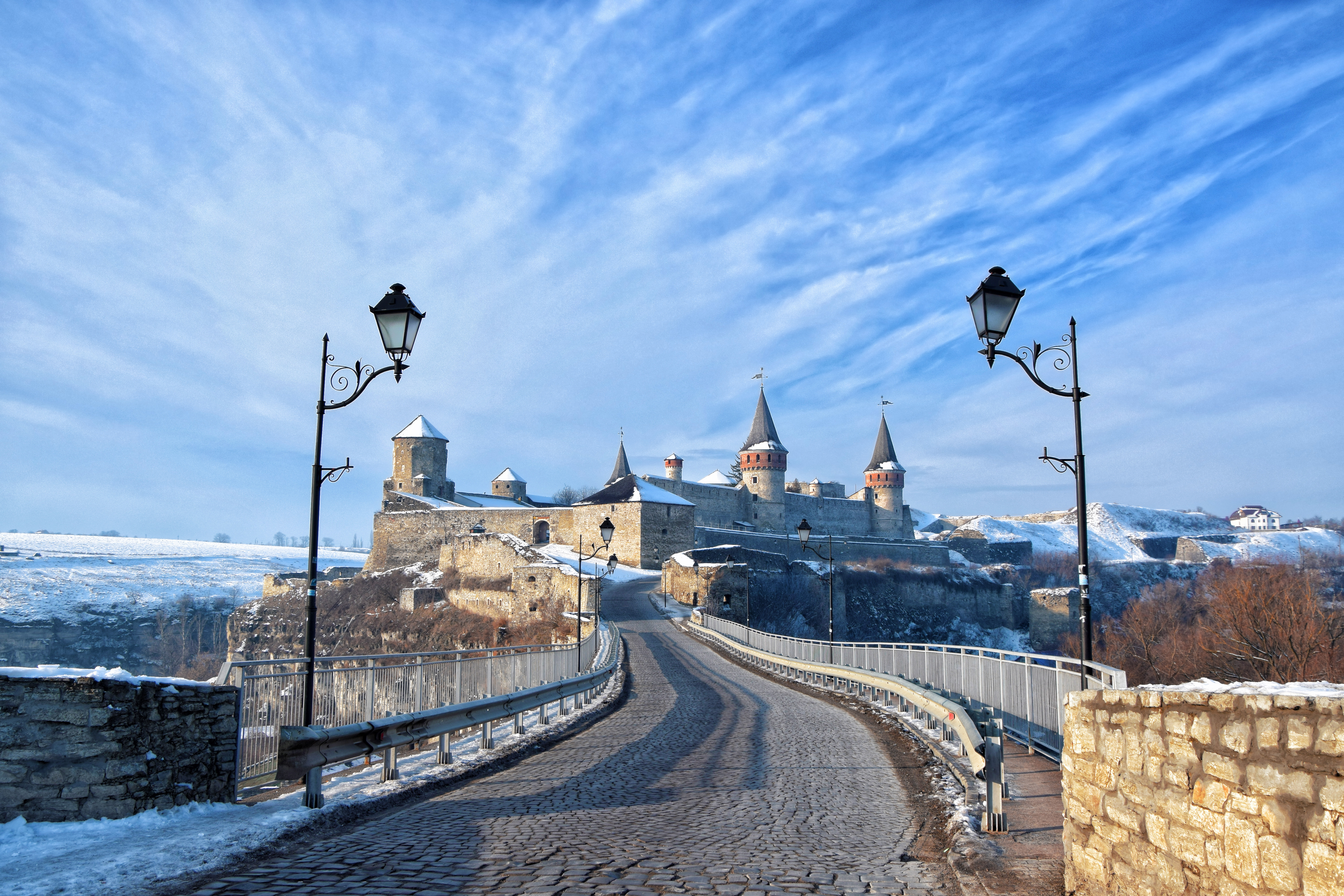
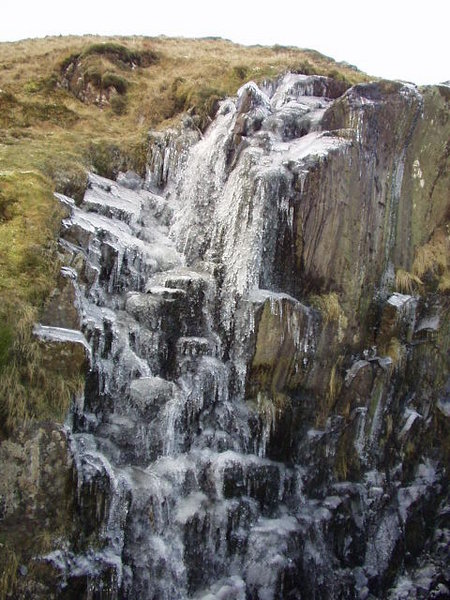
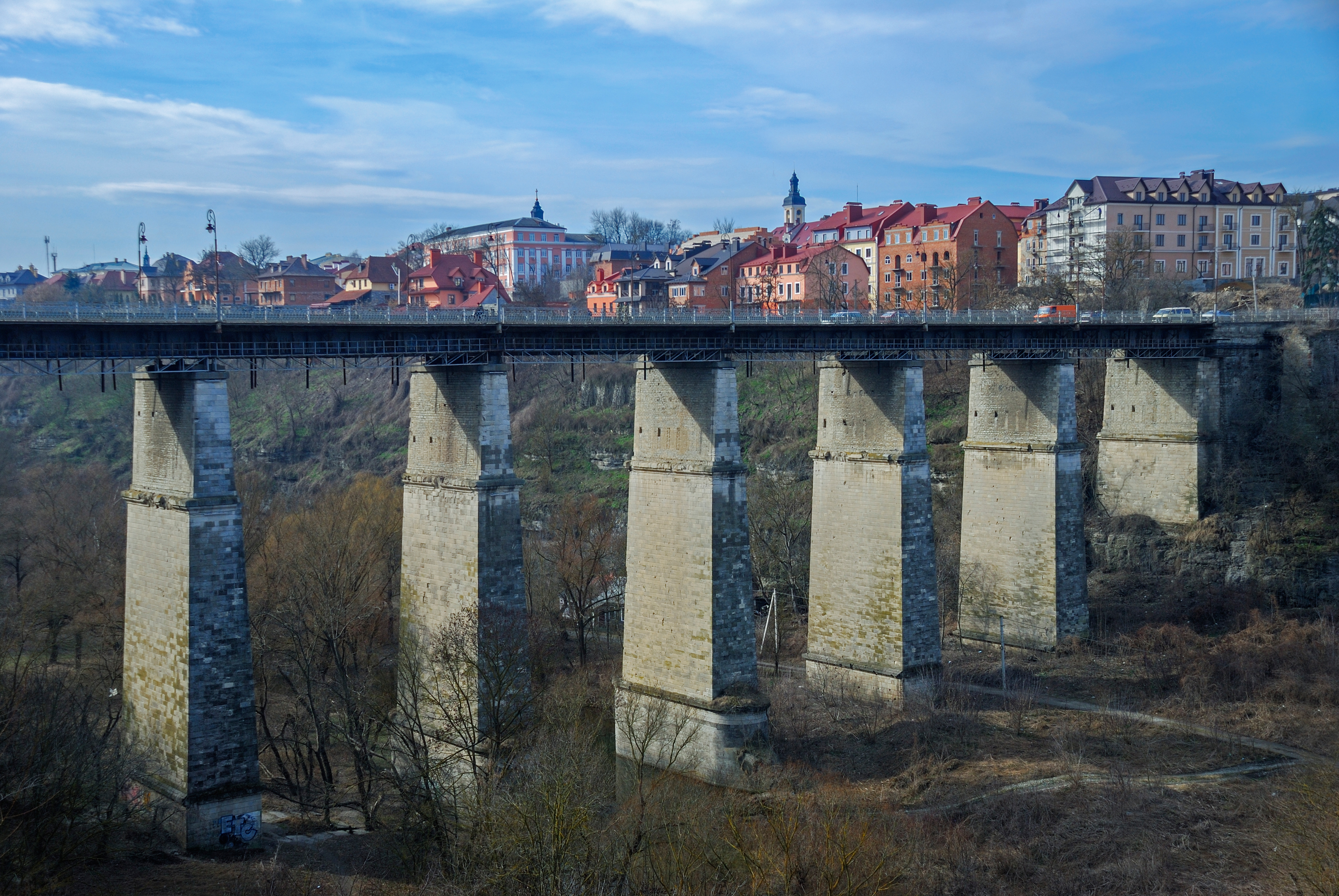
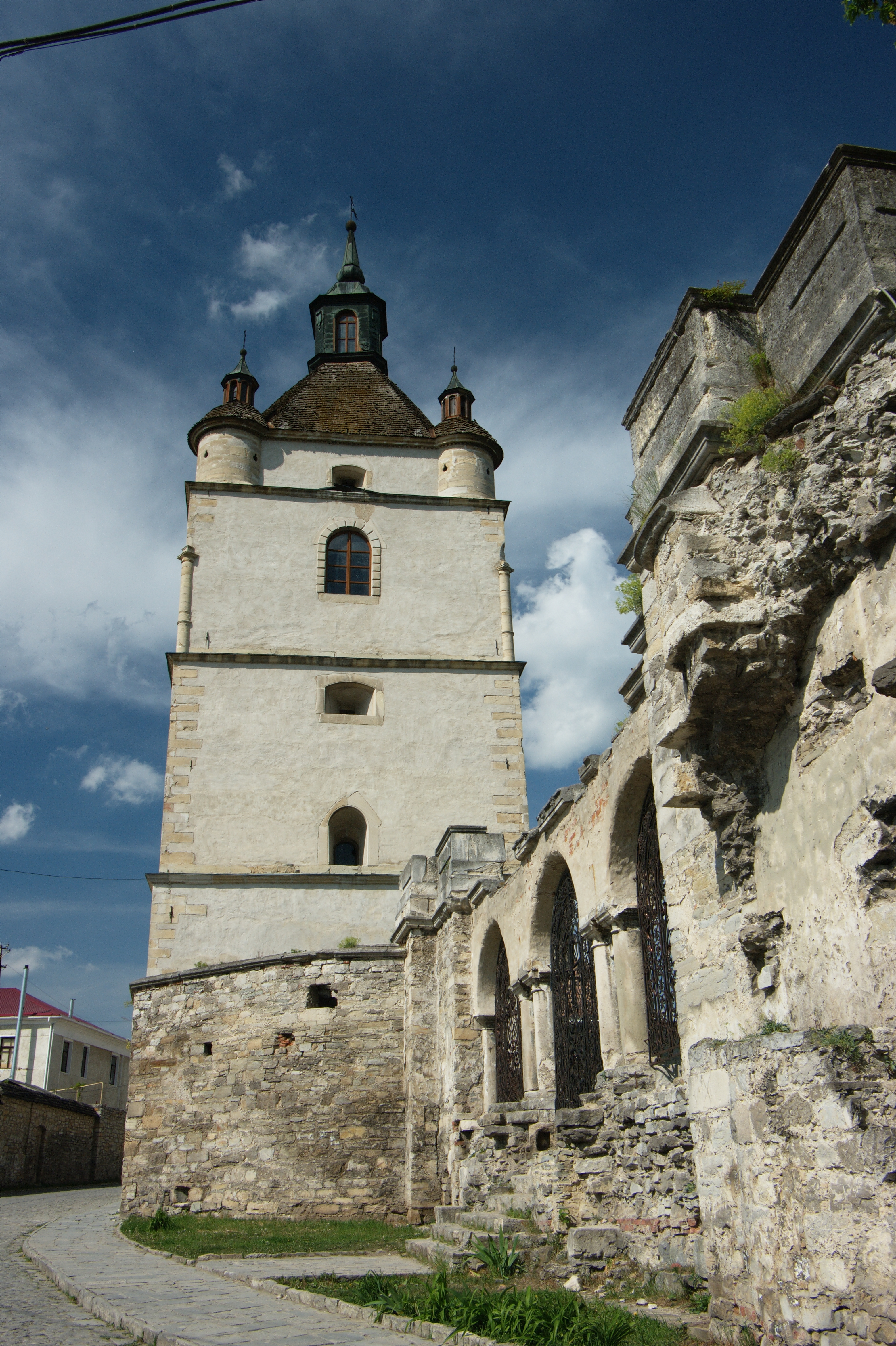
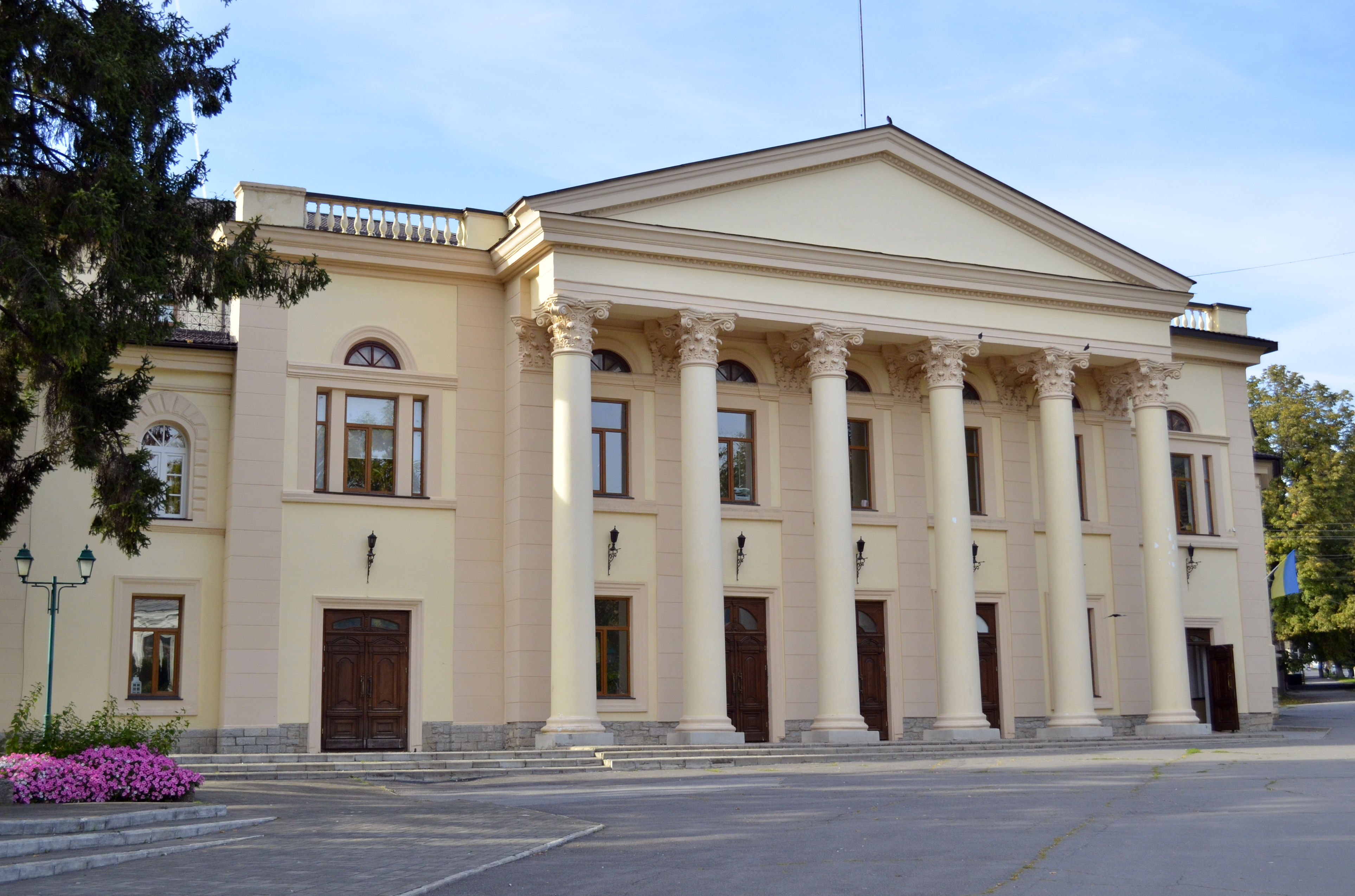
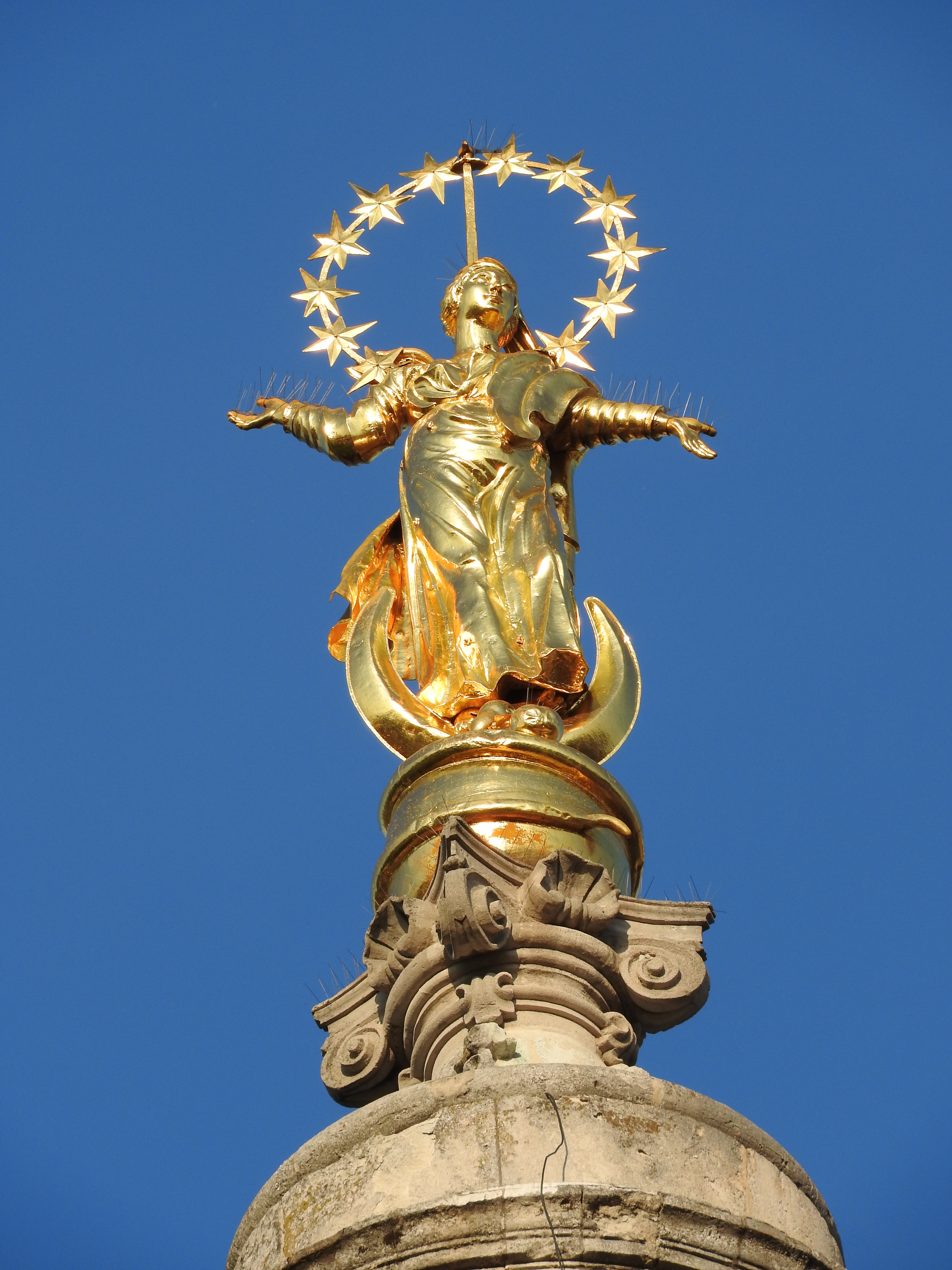
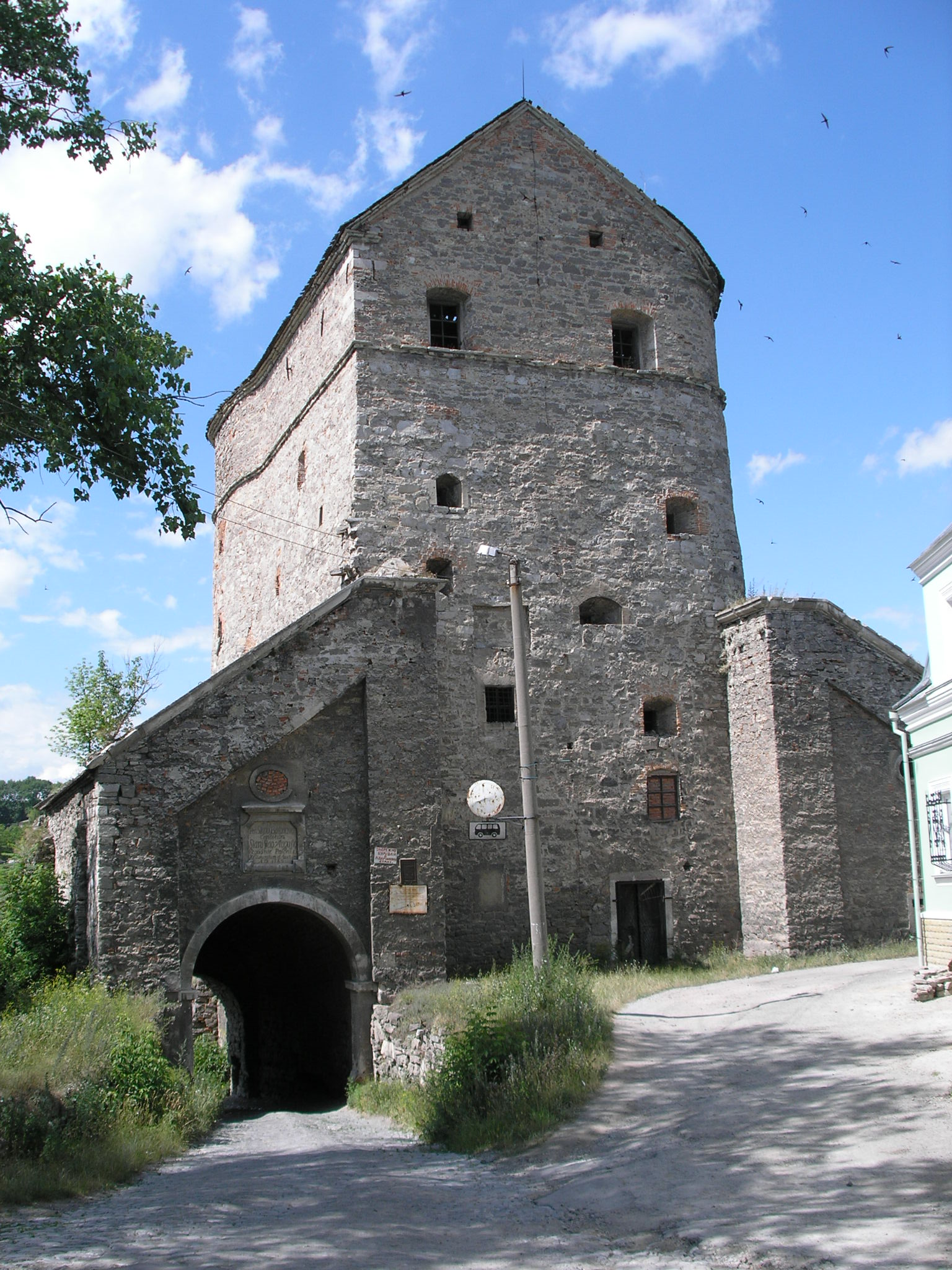
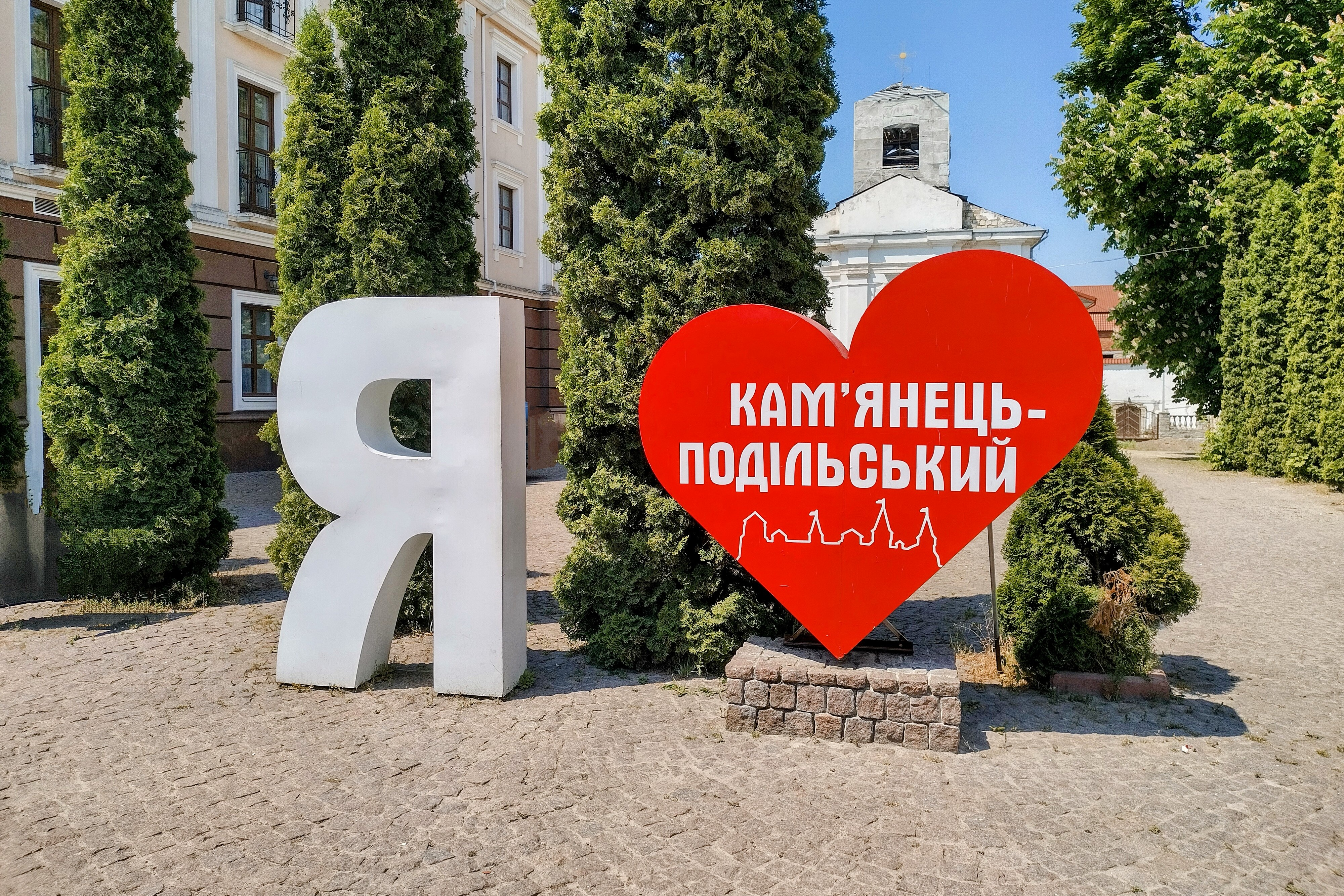
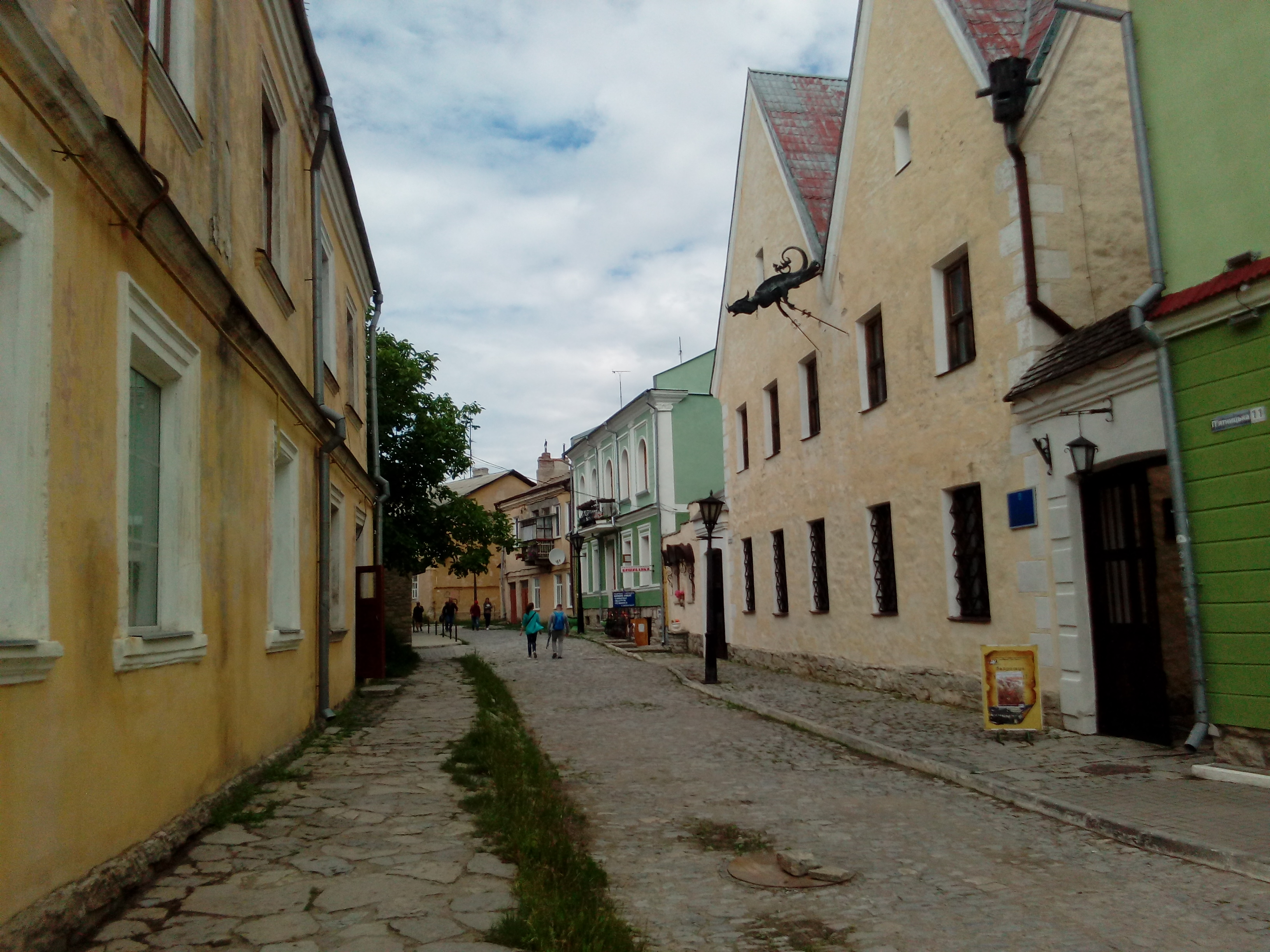
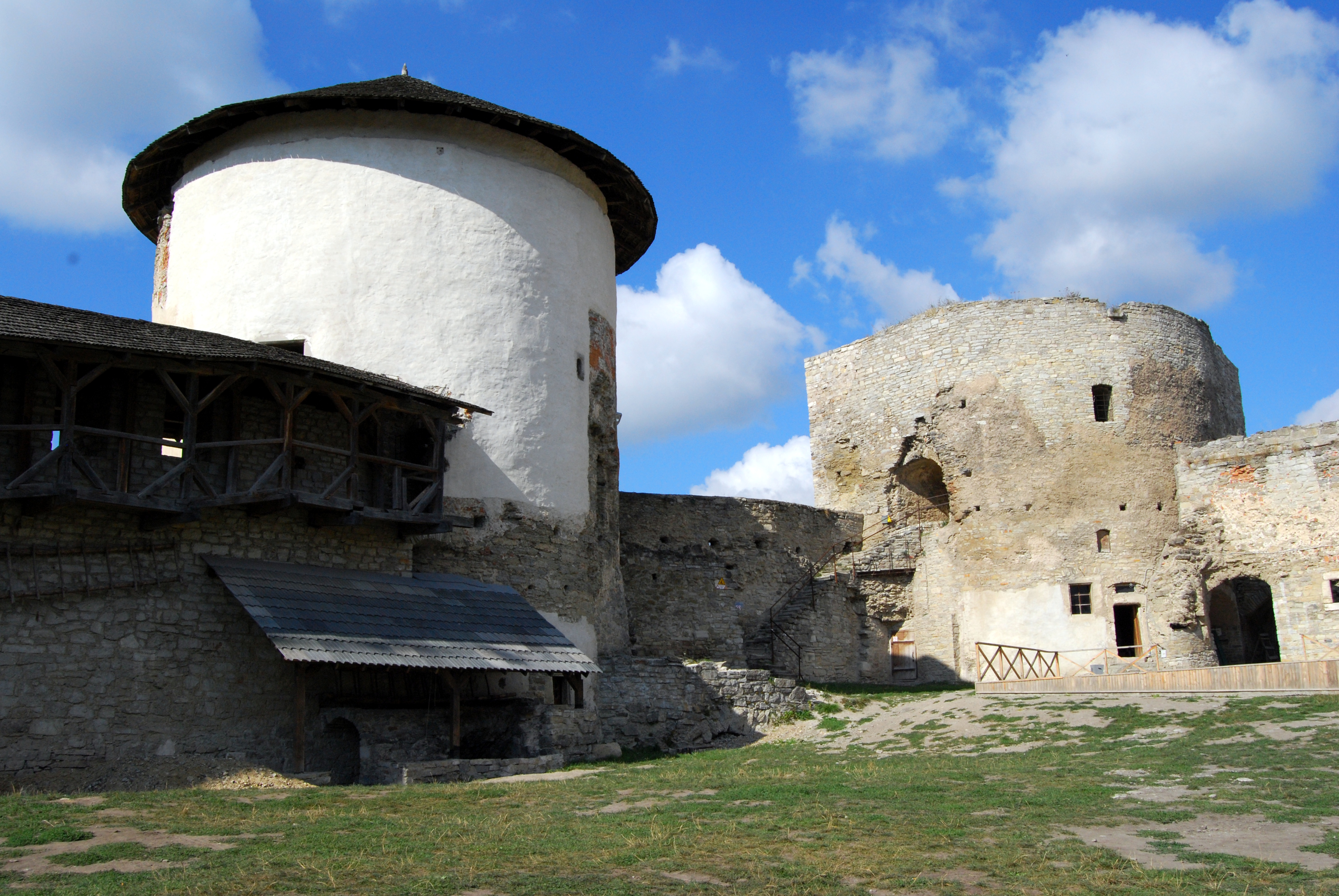
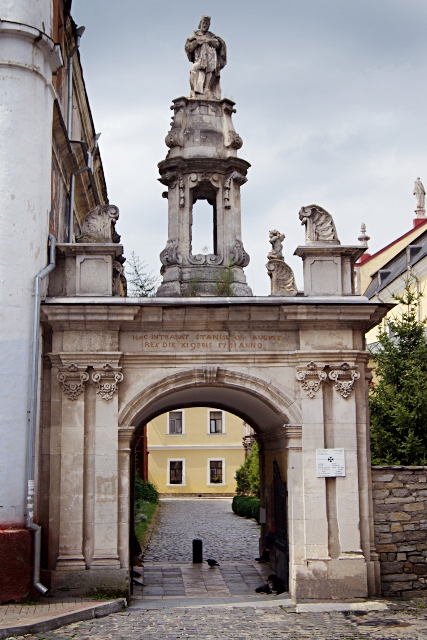
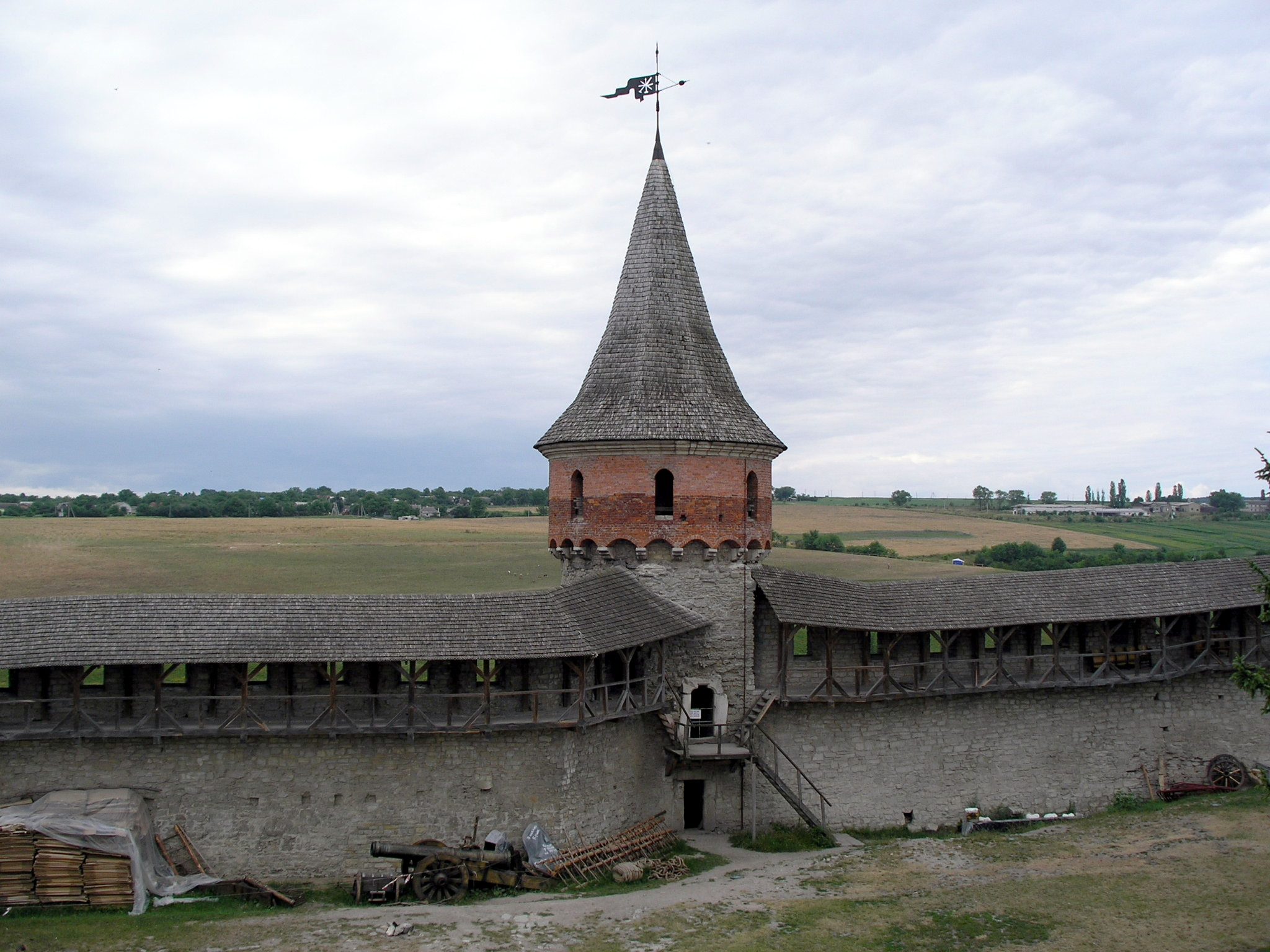
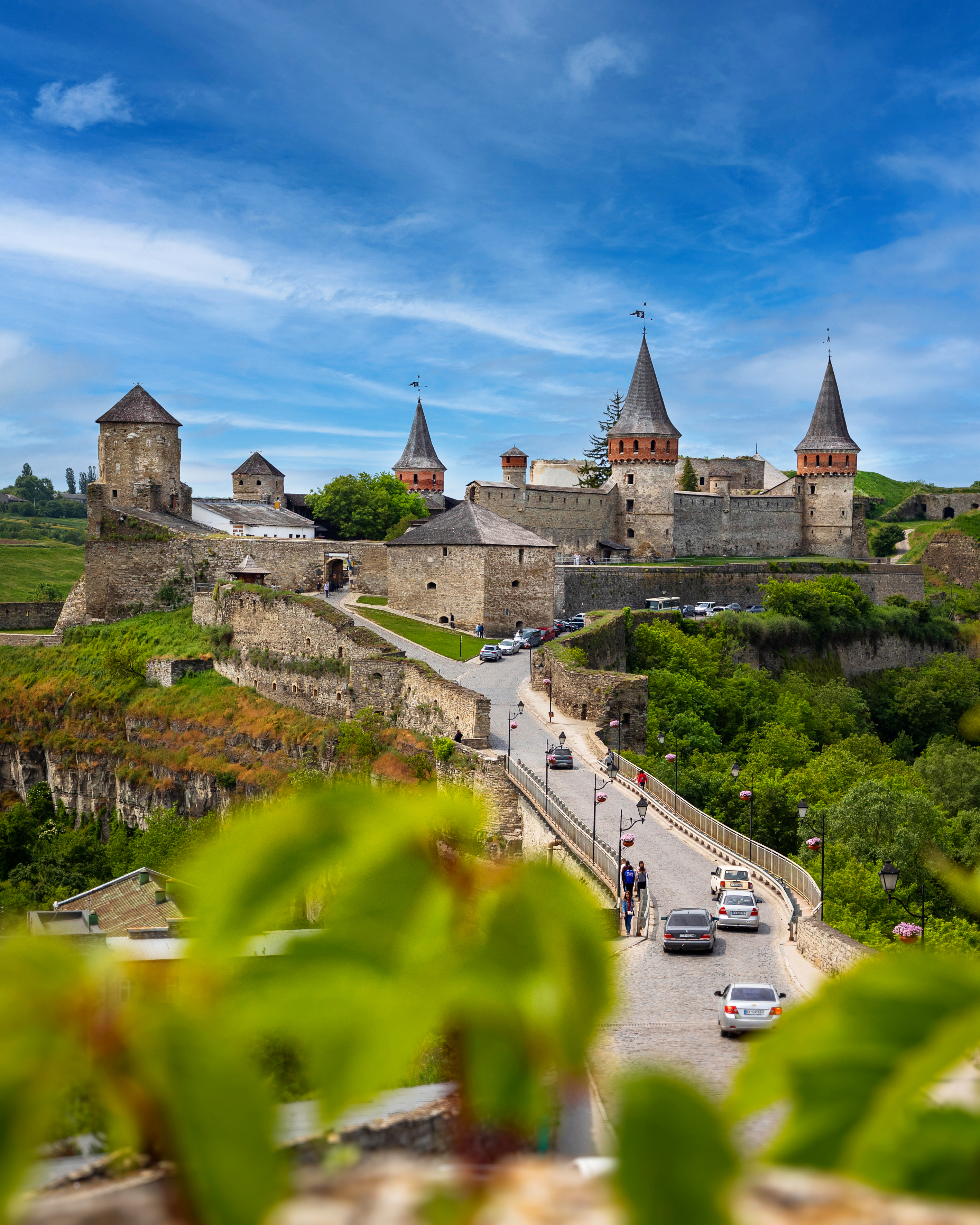
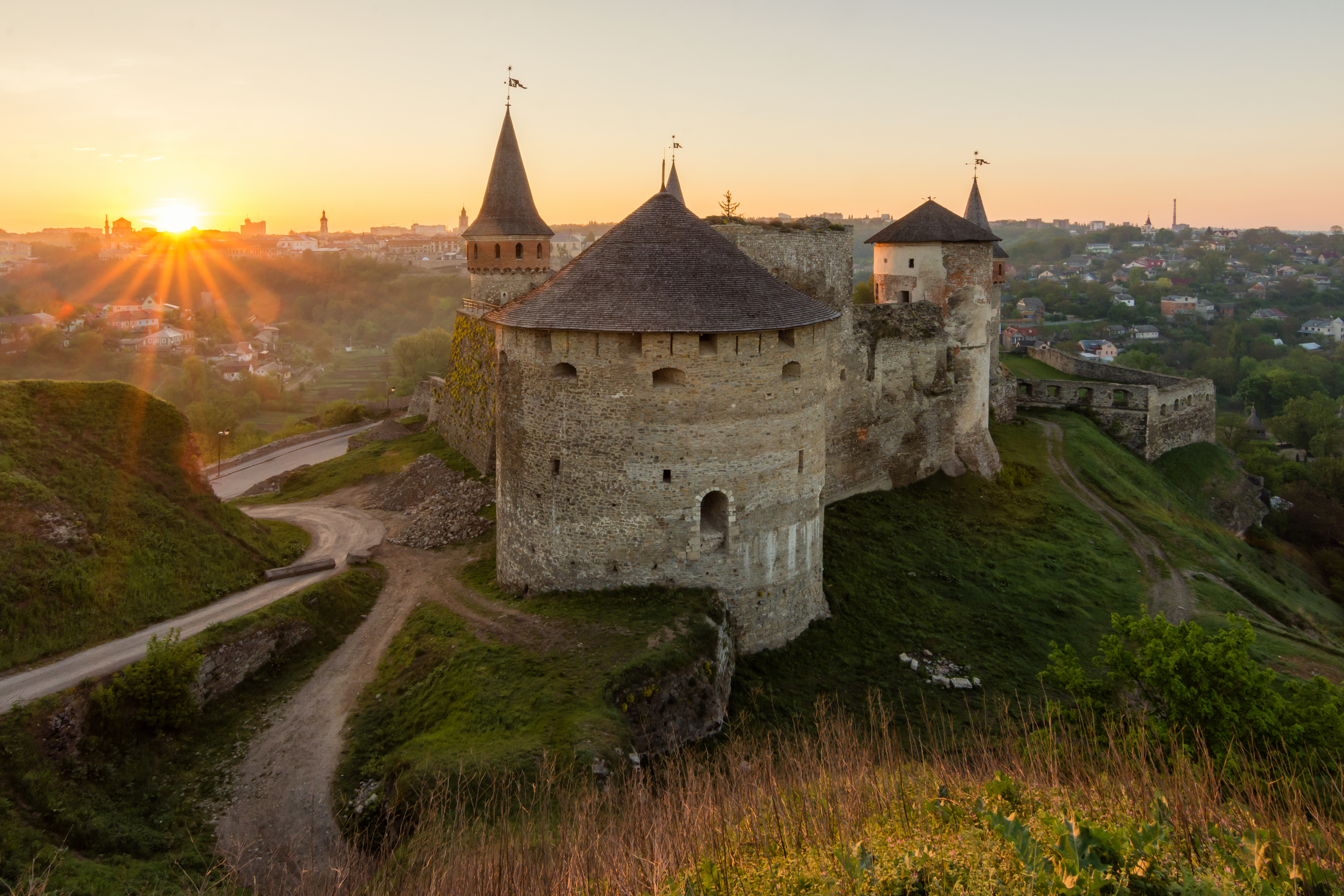
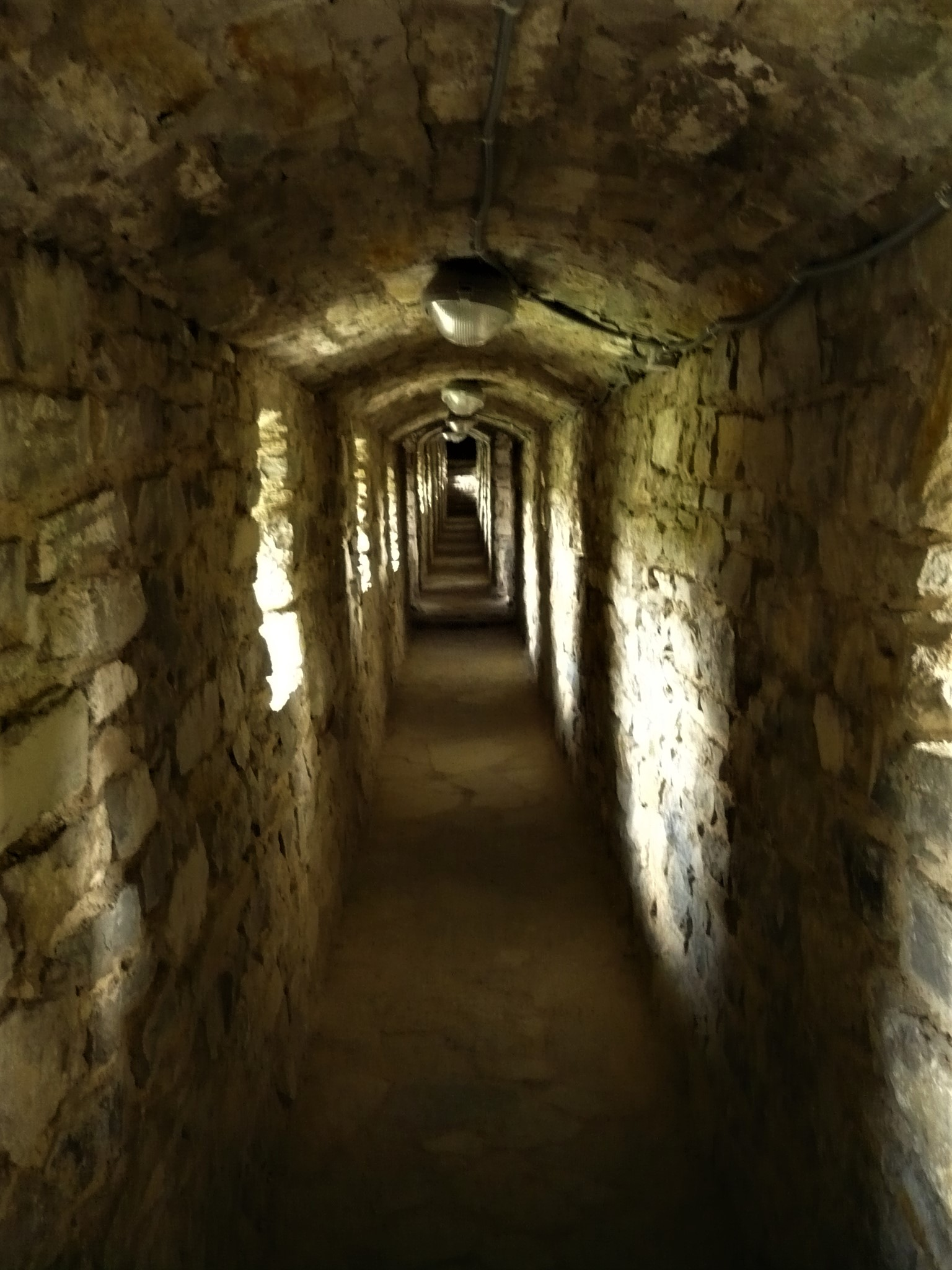
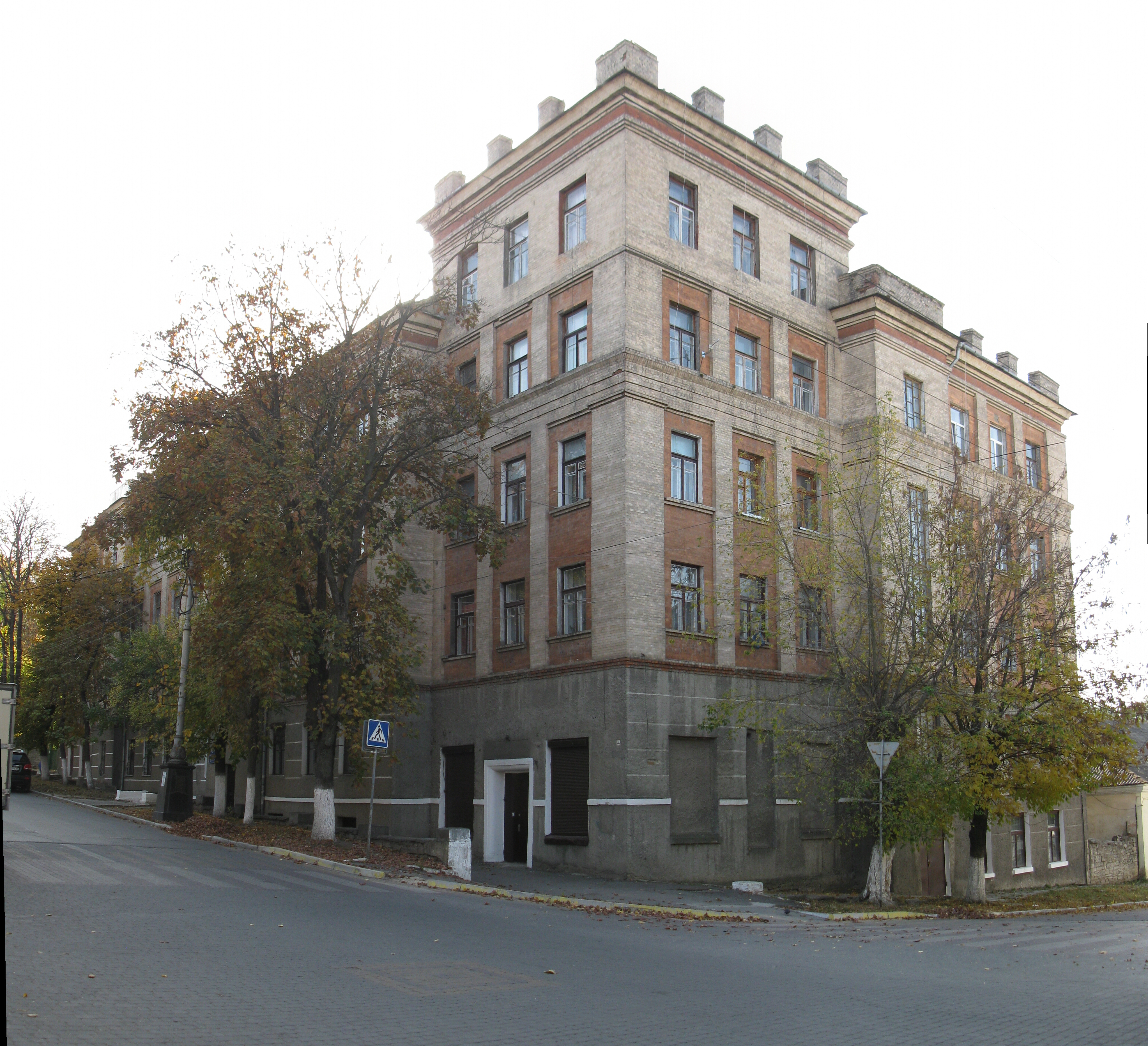
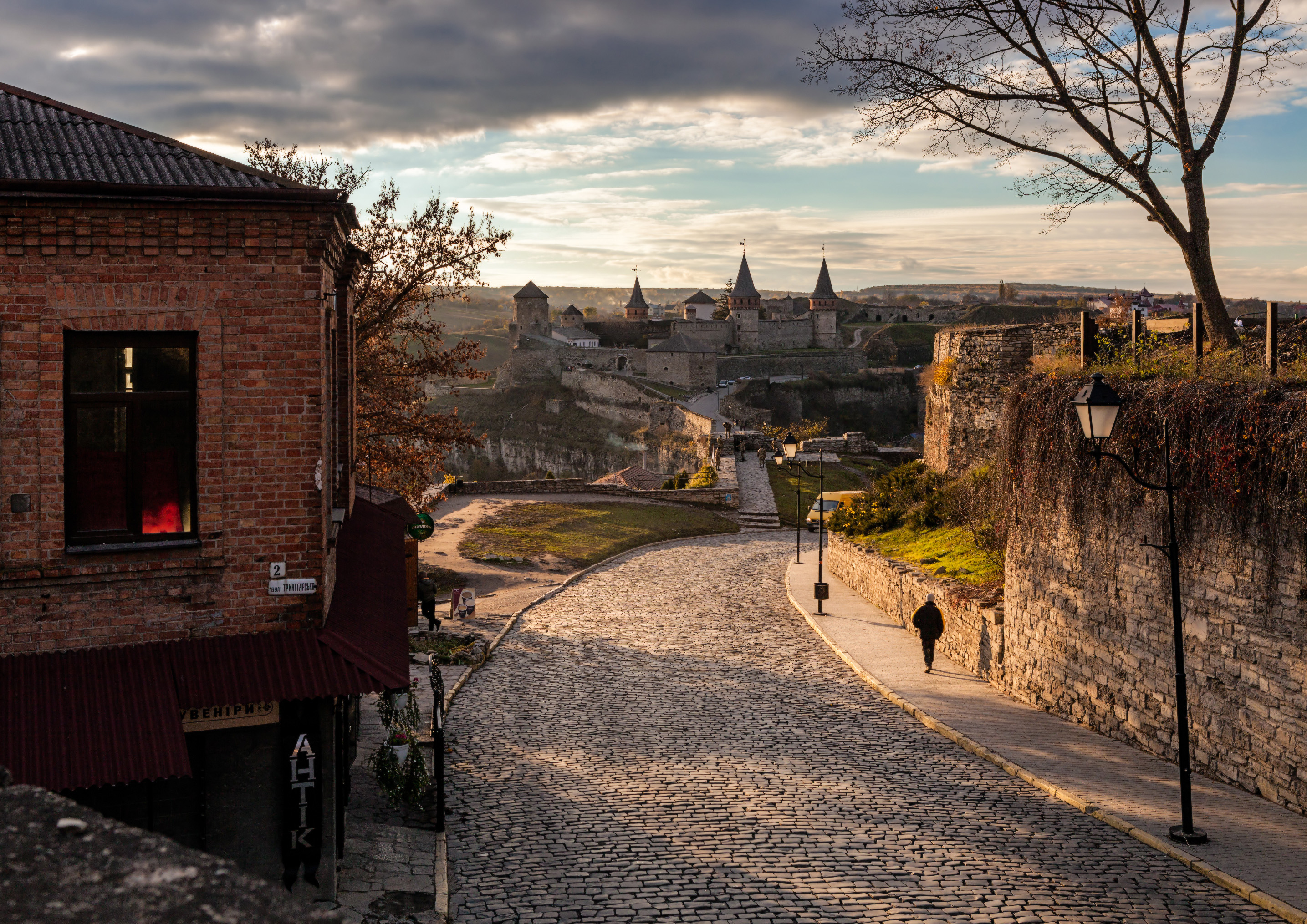
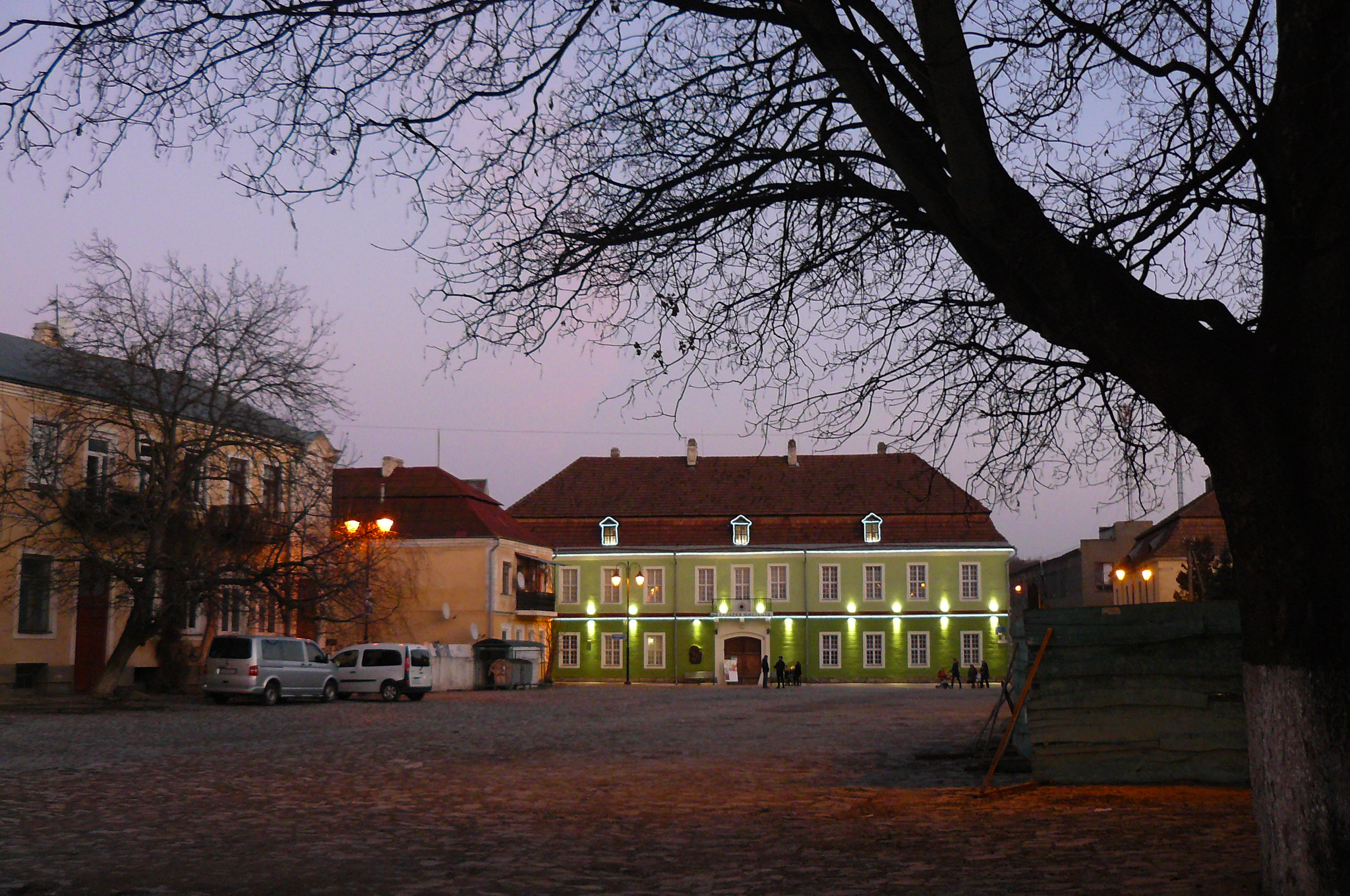
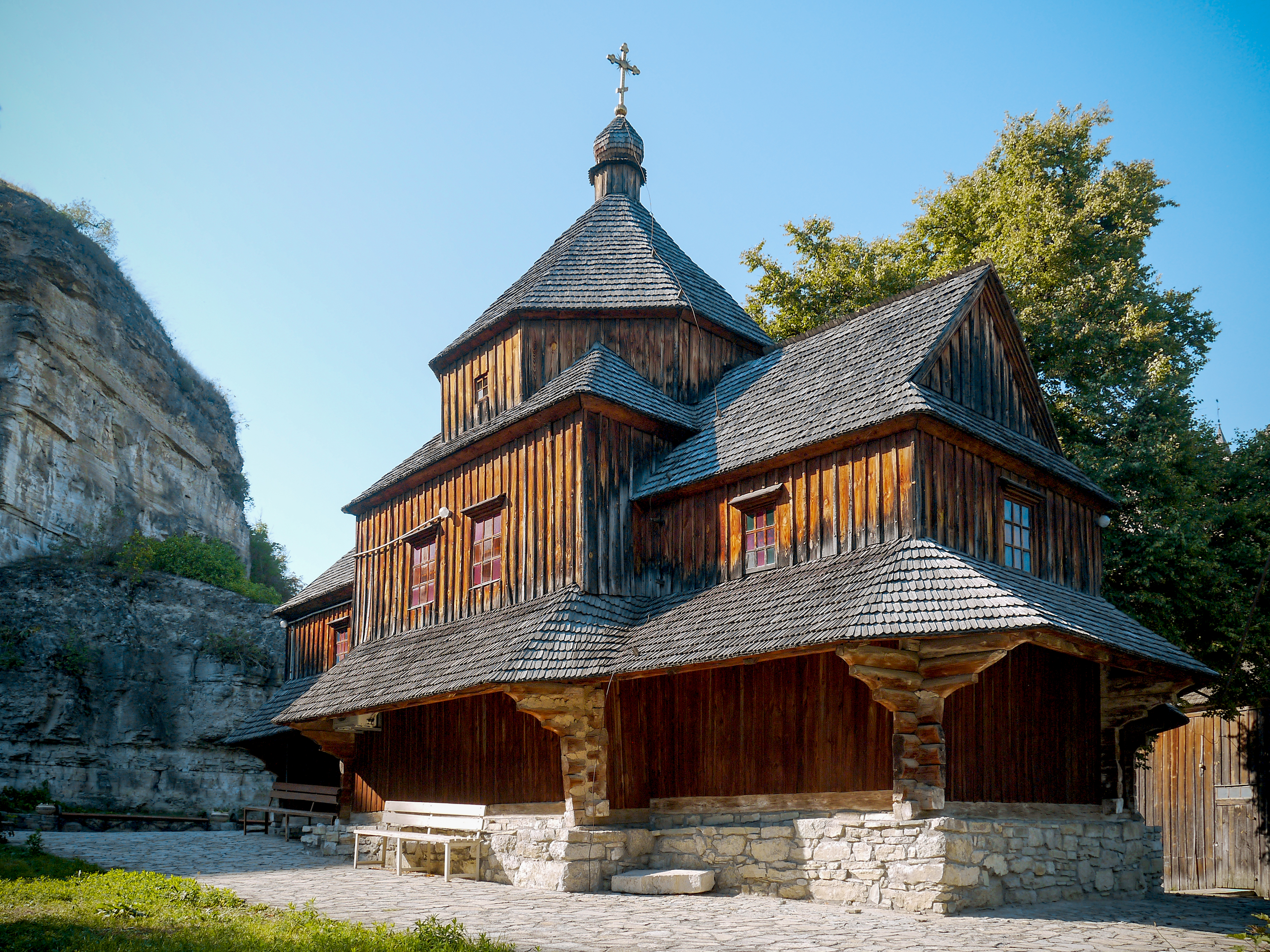
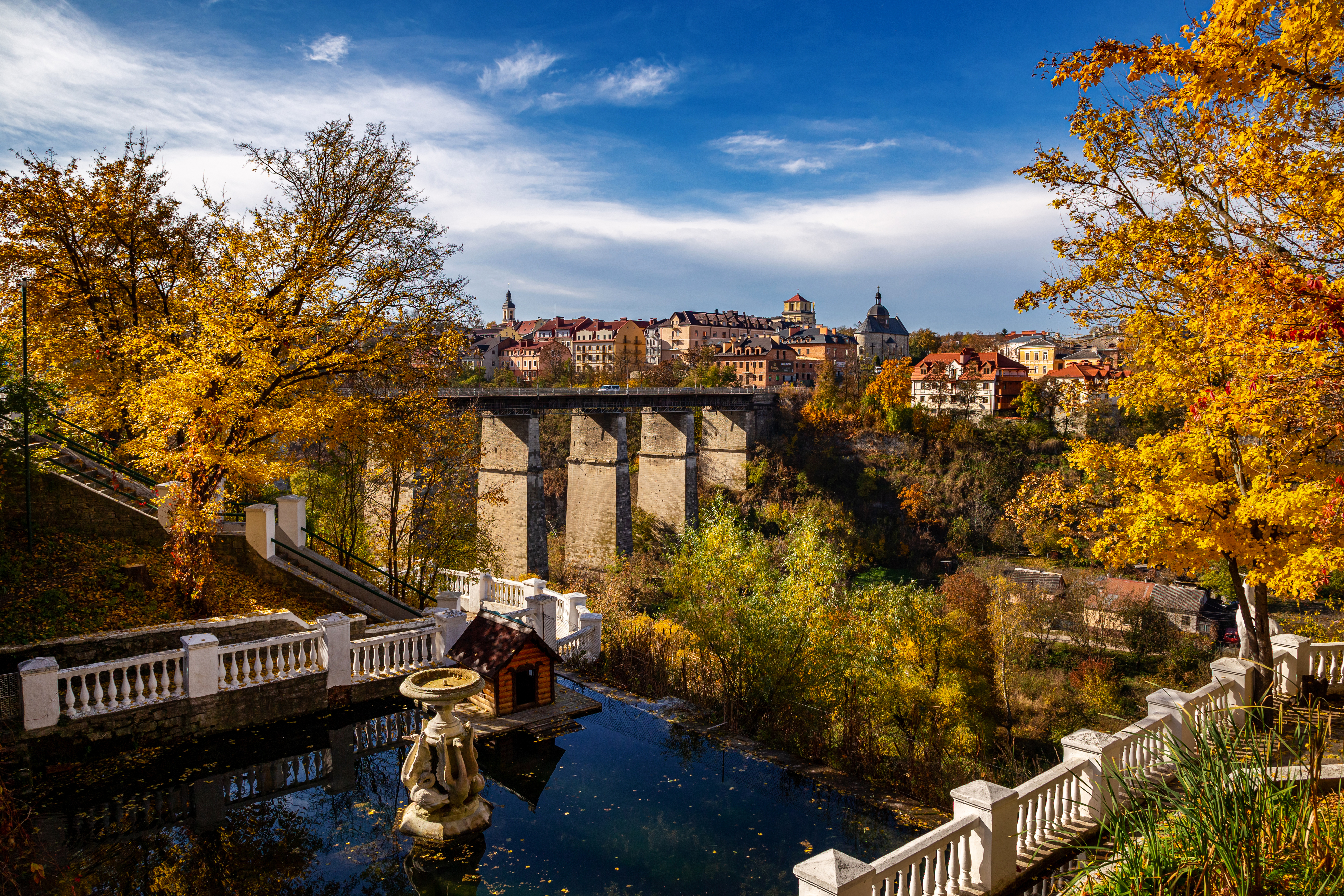